# Sapanlı
Sapanlı (kurmandschi: Fisqîn) ist ein verlassenes jesidisches Dorf im Südosten der Türkei. Das Dorf liegt etwa 40 Kilometer nordöstlich von Nusaybin im gleichnamigen Landkreis Nusaybin in der Provinz Mardin. Der Ort befindet sich am Fuße des Gebirgszuges Tur Abdin in Südostanatolien.

## Lage
Sapanlı (Fisqîn) liegt etwa 3 Kilometer nordwestlich von Değirmencik (Qolika).

## Geschichte und Bevölkerung
Der ursprüngliche Name des Dorfes lautet Fisqîn. Durch die Türkisierung geographischer Namen in der Türkei wurden die Dörfer umbenannt. Das Dorf hatte ausschließlich jesidische Bevölkerung.